# 2025–2026-os UEFA-bajnokok ligája (selejtezők)
A 2025–2026-os UEFA-bajnokok ligája selejtezőit négy fordulóban bonyolították le 2025. július 8. és augusztus 27. között. A bajnoki ágon azok a bajnokcsapatok szerepeltek, amelyek indulási jogot szereztek és nem kerültek közvetlenül az alapszakaszba. A nem bajnoki ágon azok a csapatok szerepeltek, amelyek nem voltak bajnokcsapatok, de indulási jogot szereztek és nem kerültek közvetlenül az alapszakaszba.
Az időpontok közép-európai nyári idő (CEST, UTC+2) szerint értendők, az UEFA hivatalos adatai alapján (az ettől eltérő helyi időket zárójelben tüntettük fel). 

## Formátum
A selejtező és a rájátszás két ágra oszlik – a bajnoki ág és a nem bajnoki ág. A bajnoki ág azokat a csapatokat tartalmazza, amelyek a hazai bajnokságuk győzteseként kvalifikálták magukat, míg a Nem bajnoki ág azokat a csapatokat, amelyek a hazai bajnokságuk második, harmadik vagy negyedik helyezettjeként kvalifikálták magukat.
Minden párharc két mérkőzésen dől el, minden csapat egy mérkőzést hazai pályán játszik. Az a csapat jut a következő fordulóba, amelyik a két mérkőzés összesítésében több gólt szerez. Ha a második mérkőzés rendes játékidejének végén döntetlen az összesített eredmény, hosszabbítás következik, és ha mindkét csapat ugyanannyi gólt szerez a hosszabbításban, akkor tizenegyesrúgás dönti el a döntetlent.
Az egyes fordulók sorsolásakor a csapatokat a szezon elején érvényes UEFA-klub-együtthatóik alapján helyezik el, a csapatokat azonos számú csapatot tartalmazó kiemelt és kiemeletlen kalapokra osztják. Egy kiemelt csapatot egy kiemeletlen csapattal sorsolnak ki. Mivel az előző forduló győzteseinek kiléte a sorsoláskor még nem ismert, a helyezéseket azzal a feltételezéssel végzik, hogy  a magasabb koefficienssel rendelkező csapat jut tovább a következő fordulóba, ami azt jelenti, hogy ha az alacsonyabb koefficienssel rendelkező csapat jut tovább, akkor egyszerűen az ellenfele helyezését kapja. Az UEFA döntése szerint politikai konfliktusokkal küzdő egyesületek csapatai nem játszhatnak egymás ellen. A sorsolások után az UEFA megváltoztathatja mérkőzések sorrendjét az ütemterv vagy a helyszínek egyezése miatt.

## Fordulók és időpontok
A fordulók időpontjai a következők: 
| Forduló         | Sorsolás dátuma    | 1.mérkőzés             | 2.mérkőzés             |
| --------------- | ------------------ | ---------------------- | ---------------------- |
| 1. selejtezőkör | 2025. június 17.   | 2025. július 8–9.      | 2025. július 15–16.    |
| 2. selejtezőkör | 2025. június 18.   | 2025. július 22–23.    | 2025. július 29–30.    |
| 3. selejtezőkör | 2025. július 21.   | 2025. augusztus 5–6.   | 2025. augusztus 12–13. |
| Rájátszás       | 2025. augusztus 4. | 2025. augusztus 19–20. | 2025. augusztus 26–27. |

## Lebonyolítás
Az alábbi információk Oroszország UEFA-tól való folyamatos eltiltását tükrözik.

### Bajnoki ág
A bajnoki ág magában foglalja az összes olyan bajnokot, akik nem kvalifikálják magukat közvetlenül az alap szakaszba, és a következő fordulókból áll:
- 1. selejtezőkör (28 csapat): 28 csapat jut be ebbe a körbe.
- 2. selejtezőkör (24 csapat): 10 csapat jut be ebbe a körbe, és az 1. selejtezőkör 14 győztese.
- 3. selejtezőkör  (12 csapat): A 2. selejtezőkör 12 győztese.
- Rájátszás (10 csapat): 4 csapat jut be ebbe a fordulóba, és a 3. selejtezőkörnek 6 győztese.

Az alapértelmezett hozzáférési lista a selejtező csapatok 2025-ös UEFA klubegyütthatói alapján módosulhat, amennyiben a 2024–25-ös UEFA Bajnokok Ligája győztesei a hazai bajnokságukon keresztül is kvalifikálják magukat a 2025–26-os kiadásra.
A Bajnokok Ligájáról kiesett összes csapat bejut az Európa-ligába vagy a Konferencia-ligába:
- Az 1. selejtezőkör vesztesei bejutnak a Konferencia Liga bajnoki ág 2. selejtezőkörébe, kivéve, ha sorsolással továbbjutnak a Konferencia Liga bajnoki ág 3. selejtezőkörébe.
- A 2. selejtezőkör 12 vesztese jut be az Európa Liga bajnoki ág 3. selejtezőkörébe.
- A 3. selejtezőkör 6 vesztese jut be az Európa-liga rájátszásába.
- A rájátszás 5 vesztese bejut az Európa-liga alapszakaszába.

Az alábbiakban a bajnoki ágon részt vevő csapatok láthatók (a 2025-ös UEFA klubegyütthatókkal), a kezdő fordulóik szerint csoportosítva.

### Nem bajnoki ág
- 2. selejtezőkör (6 csapat): 6 csapat jut be ebbe a körbe.
- 3. selejtezőkör (8 csapat): 5 csapat jut be ebbe a körbe, és a 2. selejtezőkör 3 győztese.
- Rájátszás (4 csapat): A 3. selejtezőkör 4 győztese.

Minden, a nem bajnoki ágról kiesett csapat bejut az Európa-ligába:
- A 2. selejtezőkör 3 vesztese jut be a fő ág 3. selejtezőkörébe.
- A 3. selejtezőkör 4 vesztese jut be az alapszakaszba.
- A rájátszás két vesztese jut be az alapszakaszba.

Az alábbiakban a nem bajnoki ág résztvevő csapatait láthattuk (a 2025-ös UEFA klubegyütthatóikkal), a kezdő fordulóik szerint csoportosítva.

## 1. selejtezőkör
Az első selejtezőkör sorsolását 2025. június 17-én tartották.
Összesen 28 csapat játszik az 1. selejtezőkörben. A csapatok kiemelése a 2025-ös UEFA klubegyütthatóik alapján történik. A sorsolás előtt az UEFA három csoportba osztotta a csapatokat: kettőbe öt kiemelt és öt nem kiemelt csapattal, illetve egybe négy kiemelt és négy nem kiemelt csapattal, a Klubversenyek Bizottsága által meghatározott elvek alapján. Minden párharcban az elsőként kisorsolt csapat lesz a hazai csapat az első mérkőzésen.
| Csoport 1                                         | Csoport 1                                                               | Csoport 2                                               | Csoport 2                                                                | Csoport 3                                                                       | Csoport 3                             |
| Kiemelt                                           | Nem kiemelt                                                             | Kiemelt                                                 | Nem kiemelt                                                              | Kiemelt                                                                         | Nem kiemelt                           |
| ------------------------------------------------- | ----------------------------------------------------------------------- | ------------------------------------------------------- | ------------------------------------------------------------------------ | ------------------------------------------------------------------------------- | ------------------------------------- |
| Malmö FF - Žalgiris - RFS - KuPS - The New Saints | Shkëndija - FCI Levadia - Ħamrun Spartans - Milsami Orhei - Iberia 1999 | FCSB - Lincoln Red Imps - Drita - Breiðablik - Linfield | Inter Club d’Escaldes - Differdange 03 - Víkingur - Shelbourne - Egnatia | Ludogorets Razgrad - Olimpija Ljubljana - Zrinjski Mostar - Budućnost Podgorica | Dinamo Minsk - Kairat - Noah - Virtus |

### Párosítások
Az első mérkőzéseket július 8-án és 9-én, a visszavágókat pedig július 15-én és 16-án játszották.
A párharcok győztesei bejutottak a bajnoki ág 2. selejtezőkörébe. 12 vesztes jut át a Konferencia Liga bajnoki ág 2. selejtezőkörébe, és 2 vesztes a Konferencia Liga bajnoki ág 3. selejtezőkörébe.
| 1. csapat          | Össz.Tooltip Aggregate score | 2. csapat             | 1. mérk. | 2. mérk.   |
| ------------------ | ---------------------------- | --------------------- | -------- | ---------- |
| Žalgiris           | 2–2 (10–11)                  | Ħamrun Spartans       | 2–0      | 0–2 (h.u.0 |
| KuPS               | 1–0                          | Milsami Orhei         | 1–0      | 0–0        |
| The New Saints     | 1–2                          | Shkëndija             | 0–0      | 1–2 (h.u.) |
| Iberia 1999        | 2–6                          | Malmö FF              | 1–3      | 1–3        |
| FCI Levadia        | 0–2                          | RFS                   | 0–1      | 0–1        |
| Drita              | 4–2                          | Differdange 03        | 1–0      | 3–2        |
| Víkingur           | 2–4                          | Lincoln Red Imps      | 2–3      | 0–1        |
| Egnatia            | 1–5                          | Breiðablik            | 1–0      | 0–5        |
| Shelbourne         | 2–1                          | Linfield              | 1–0      | 1–1        |
| FCSB               | 4–3                          | Inter Club d’Escaldes | 3–1      | 1–2        |
| Virtus             | 1–4                          | Zrinjski Mostar       | 0–2      | 1–2        |
| Olimpija Ljubljana | 1–3                          | Kairat                | 1–1      | 0–2        |
| Noah               | 3–2                          | Budućnost Podgorica   | 1–0      | 2–2        |
| Ludogorec Razgrad  | 3–2                          | Dinamo Minsk          | 1–0      | 2–2        |

### Mérkőzések
| 2025 július 9 18:00 (19:00 UTC+3) |

| Žalgiris            | 2-0               | Ħamrun Spartans |
| ------------------- | ----------------- | --------------- |
| Antal 59' Hadji 85' | (0-0) Jegyzőkönyv |                 |

| LFF Stadium, Vilnius Nézőszám: 3,716 Játékvezető: Sandi Putros (dán) |

| 2025 július 15 19:00 |

| Ħamrun Spartans | 2-0 (h.u)         | Žalgiris |
| --- | ----------------- | --- |
| Thioune 35' Mbong 41'                                                                                              | (2-0) Jegyzőkönyv | |
| Büntetőpárbaj |                   | |
| Emerson Čađenović El Fanis Polito Jonny Thioune Micallef Camenzuli Bjeličić Bonello Emerson Jonny Polito Čađenović | 11–10             | Antal Salčinovic Moutachy Ofori Mihajlović Dumančić Youla Devens Lukasevič Olses Antal Salčinovic Moutachy Ofori |

| Centenary Stadion, Ta’ Qali Nézőszám: 1,247 Játékvezető: Matteo Mercenaro (olasz) |

| 2025 július 8 17:00 (18:00 UTC+3) |

| KuPS       | 1-0               | Milsami Orhei |
| ---------- | ----------------- | ------------- |
| Ruoppi 73' | (0-0) Jegyzőkönyv |               |

| Kuopio Fotbal Stadion, Kuopio Nézőszám: 2,316 Játékvezető: Vitālijs Spasjoņņikovs (lett) |

| 2025 július 15 19:00 (20:00 UTC+3) |

| Milsami Orhei | 0-0               | KuPS |
| ------------- | ----------------- | ---- |
|               | (0-0) Jegyzőkönyv |      |

| CSR Orhei, Orhei Nézőszám: 3,105 Játékvezető: Káprály Mihály (magyar) |

| 2025 július 8 20:00 (19:00 UTC+1) |

| The New Saints | 0-0               | Shkëndija |
| -------------- | ----------------- | --------- |
|                | (0-0) Jegyzőkönyv |           |

| Park Hall, Oswestry Nézőszám: 1,090 Játékvezető: Rob Hennessy (ír) |

| 2025 július 15 20:00 |

| Shkëndija                       | 2-1 (h.u.)        | The New Saints |
| ------------------------------- | ----------------- | -------------- |
| Tamba 18' Bodenham 116' (öngól) | (1-1) Jegyzőkönyv | Williams 38'   |

| Toše Proeski Arena, Szkopje Nézőszám: 2,589 Játékvezető: Sayat Karabayev (kazak) |

| 2025 július 8 18:00 (20:00 UTC+4) |

| Iberia 1999 | 1-3               | Malmö FF                       |
| ----------- | ----------------- | ------------------------------ |
| Rušević 86' | (0-1) Jegyzőkönyv | Busanello 8' Bolin 58' Ali 70' |

| Mikheil Meskhi Stadion, Tbiliszi Nézőszám: 7,449 Játékvezető: Igor Stojchevski (macedón) |

| 2025 július 15 19:00 |

| Malmö FF                | 3-1               | Iberia 1999    |
| ----------------------- | ----------------- | -------------- |
| Ali 55' 89' Jansson 60' | (0-0) Jegyzőkönyv | Dzagania 90+3' |

| Eleda Stadion, Malmö Nézőszám: 13,819 Játékvezető: Romain Lissorgue (francia) |

| 2025 július 8 18:30 (19:30 UTC+3) |

| FCI Levadia | 0-1               | RFS                  |
| ----------- | ----------------- | -------------------- |
|             | (0-0) Jegyzőkönyv | Panić 56' (11-esből) |

| Lilleküla Stadion, Tallinn Nézőszám: 2,895 Játékvezető: Tom Owen (walesi) |

| 2025 július 15 19:00 (20:00 UTC+3) |

| RFS       | 1-0               | FCI Levadia |
| --------- | ----------------- | ----------- |
| Panić 68' | (0-0) Jegyzőkönyv |             |

| LNK Sporta Parks, Riga Nézőszám: 1,700 Játékvezető: Andrei Chivulete (román) |

| 2025 július 8 20:00 |

| Drita     | 1-0               | Differdange 03 |
| --------- | ----------------- | -------------- |
| Manaj 74' | (0-0) Jegyzőkönyv |                |

| Fadil Vokrri Stadion, Pristina Nézőszám: 4,156 Játékvezető: Zorbay Küçük (török) |

| 2025 július 15 20:00 |

| Differdange 03                  | 2-3               | Drita                    |
| ------------------------------- | ----------------- | ------------------------ |
| Brusco 28' Hadji 90' (11-esből) | (1-2) Jegyzőkönyv | Manaj 4' 17' Tusha 90+3' |

| Stade Municipal de la Ville de Differdange, Differdange Nézőszám: 1,922 Játékvezető: Viktor Kopiievskyi (ukrán) |

| 2025 július 8 20:00 (19:00 UTC+1) |

| Víkingur                                | 2-3               | Lincoln Red Imps                     |
| --------------------------------------- | ----------------- | ------------------------------------ |
| Johansen 28' Vatnhamar 45+4' (11-esből) | (2-3) Jegyzőkönyv | Lopes 19' 31' De Barr 38' (11-esből) |

| Við Djúpumýrar, Klaksvík Nézőszám: 740 Játékvezető: Lothar D'hondt (belga) |

| 2025 július 15 17:30 |

| Lincoln Red Imps | 1-0               | Víkingur |
| ---------------- | ----------------- | -------- |
| De Barr 90+6'    | (0-0) Jegyzőkönyv |          |

| Europa Sports Park, Gibraltár Nézőszám: 758 Játékvezető: Ben Mcmaster (északír) |

| 2025 július 8 21:00 |

| Egnatia     | 1-0               | Breiðablik |
| ----------- | ----------------- | ---------- |
| Gruda 90+2' | (0-0) Jegyzőkönyv |            |

| Egnatia Arena, Rrogozhina Nézőszám: 3,563 Játékvezető: Antoni Bandić (bosnyák) |

| 2025 július 15 21:00 (19:00 UTC+0) |

| Breiðablik                                           | 5-0               | Egnatia |
| ---------------------------------------------------- | ----------------- | ------- |
| Þorsteinsson 15' 27' Einnarsson 23' 38' Ómarsson 69' | (4-0) Jegyzőkönyv |         |

| Kópavogsvöllur, Kópavogur Nézőszám: 1,150 Játékvezető: David Dickinson (skót) |

| 2025 július 9 20:45 (19:45 UTC+1) |

| Shelbourne  | 1-0               | Linfield |
| ----------- | ----------------- | -------- |
| Odubeko 58' | (0-0) Jegyzőkönyv |          |

| Tolka Park, Dublin Nézőszám: 3,655 Játékvezető: Luis Godinho (portugál) |

| 2025 július 16 20:45 (19:45 UTC+1) |

| Linfield                 | 1-1               | Shelbourne |
| ------------------------ | ----------------- | ---------- |
| Shields 45+3' (11-esből) | (1-1) Jegyzőkönyv | Coote 25'  |

| Windsor Park, Belfast Nézőszám: 7,137 Játékvezető: Andrew Madley (angol) |

| 2025 július 9 19:30 (20:30 UTC+3) |

| FCSB                                                | 3-1               | Inter Club d’Escaldes |
| --------------------------------------------------- | ----------------- | --------------------- |
| Miculescu 37' Olaru 45+3' (11-esből) Ștefănescu 53' | (2-0) Jegyzőkönyv | Rafinha 65'           |

| Steaua Stadion, Bukarest Nézőszám: 13,080 Játékvezető: Danilo Nikolić (szerb) |

| 2025 július 15 20:30 |

| Inter Club d’Escaldes | 2-1               | FCSB          |
| --------------------- | ----------------- | ------------- |
| Andreu 67' Llovet 88' | (0-0) Jegyzőkönyv | Radunović 51' |

| Estadi de la FAF, Encamp Nézőszám: 509 Játékvezető: Ishmael Barbara (máltai) |

| 2025 július 8 21:00 |

| Virtus | 0-2               | Zrinjski Mostar            |
| ------ | ----------------- | -------------------------- |
|        | (1-0) Jegyzőkönyv | Bilbija 45' (11-esből) 79' |

| San Marino Stadium, Serravalle Nézőszám: 864 Játékvezető: Roman Jitari (moldáv) |

| 2025 július 15 21:00 |

| Zrinjski Mostar       | 2-1               | Virtus                    |
| --------------------- | ----------------- | ------------------------- |
| Mamić 40' Bilbija 75' | (1-0) Jegyzőkönyv | Scappini 90+2' (11-esből) |

| Stadion pod Bijelim Brijegom, Mostar Nézőszám: 4,600 Játékvezető: Visar Kastrati (koszovói) |

| 2025 július 8 19:00 |

| Olimpija Ljubljana | 1-1               | Kairat       |
| ------------------ | ----------------- | ------------ |
| Pinto 66'          | (0-0) Jegyzőkönyv | Satpayev 59' |

| Stožice Stadion, Ljubljana Nézőszám: 4,877 Játékvezető: Christos Vergetis (görög) |

| 2025 július 15 17:00 (20:00 UTC+5) |

| Kairat                   | 2-0               | Olimpija Ljubljana |
| ------------------------ | ----------------- | ------------------ |
| Jorginho 5' Mrynskiy 31' | (2-0) Jegyzőkönyv |                    |

| Almaty Central Stadion, Almati Nézőszám: 22,800 Játékvezető: Matteo Marchetti (olasz) |

| 2025 július 8 18:00 (20:00 UTC+4) |

| Noah           | 1-0               | Budućnost Podgorica |
| -------------- | ----------------- | ------------------- |
| Oulad Omar 68' | (0-0) Jegyzőkönyv |                     |

| Abovyan City Stadion, Abovyan Nézőszám: 2,905 Játékvezető: Christos Vergetis (bolgár) |

| 2025 július 15 21:00 |

| Budućnost Podgorica         | 2-2               | Noah                       |
| --------------------------- | ----------------- | -------------------------- |
| Ivanović 68' P. Grbić 90+1' | (0-2) Jegyzőkönyv | Oulad Omar 6' A. Grgić 29' |

| Podgorica City Stadion, Podgorica Nézőszám: 6,150 Játékvezető: Matthias Jöllenbeck (német) |

| 2025 július 9 19:30 (20:30 UTC+3) |

| Ludogorec Razgrad | 1-0               | Dinamo Minsk |
| ----------------- | ----------------- | ------------ |
| Kaloč 87'         | (0-0) Jegyzőkönyv |              |

| Huvepharma Arena, Razgrad Nézőszám: 4,522 Játékvezető: Christian-Petru Ciochirca (osztrák) |

| 2025 július 16 20:45 |

| Dinamo Minsk              | 2-2 (h.u.)        | Ludogorec Razgrad    |
| ------------------------- | ----------------- | -------------------- |
| Djimet 54' Pedro Igor 61' | (0-1) Jegyzőkönyv | Marcus 41' Bile 100' |

| Városi stadion (Mezőkövesd), Mezőkövesd Nézőszám: 0 Játékvezető: Goga Kikacheishvili (grúz) |

## 2. selejtezőkör
A második selejtezőkör sorsolását 2025. június 18-án tartották.
Összesen 30 csapat játszik a második selejtezőkörben. A csapatok kiemelése a 2025-ös UEFA klubegyütthatóik alapján történik. A sorsolás előtt az UEFA a Klubversenyek Bizottsága által meghatározott elveknek megfelelően három csoportba osztotta a csapatokat, négy kiemelt és négy nem kiemelt csapattal. Minden párharcban az elsőként kisorsolt csapat lesz a hazai csapat az első mérkőzésen.
| Csoport 1                                                   | Csoport 1                                           | Csoport 2                                                    | Csoport 2                            | Csoport 3                                     | Csoport 3                                         |
| Kiemelt                                                     | Nem kiemelt                                         | Kiemelt                                                      | Nem kiemelt                          | Kiemelt                                       | Nem kiemelt                                       |
| ----------------------------------------------------------- | --------------------------------------------------- | ------------------------------------------------------------ | ------------------------------------ | --------------------------------------------- | ------------------------------------------------- |
| - Crvena zvezda - Makkabi Tel Aviv - Dynamo Kyiv - Malmö FF | - Ħamrun Spartans - Páfosz - RFS - Lincoln Red Imps | - Copenhagen - Ferencváros - Ludogorec Razgrad - Lech Poznań | - Rijeka - Drita - Breiðablik - Noah | - Slovan Bratislava - Qarabağ - FCSB - Kairat | - Zrinjski Mostar - KuPS - Shkëndija - Shelbourne |

| Kiemelt                                        | Nem kiemelt                         |
| ---------------------------------------------- | ----------------------------------- |
| - Rangers - Red Bull Salzburg - Viktoria Plzeň | - Panathinaikósz - Servette - Brann |

### Párosítások
Az első mérkőzéseket július 22-én és 23-án, a visszavágókat pedig július 29-én és 30-án játsszák. 
A párharcok győztesei jutnak be a harmadik selejtezőkörbe. A vesztesek az Európa-liga 3. selejtezőkörébe jutnak.
| 1. csapat         | Össz.Tooltip Aggregate score | 2. csapat         | 1. mérk. | 2. mérk.   |
| ----------------- | ---------------------------- | ----------------- | -------- | ---------- |
| Bajnoki ág        |                              |                   |          |            |
| RFS               | 1–5                          | Malmö FF          | 1–4      | 0–1        |
| Ħamrun Spartans   | 0–6                          | Dynamo Kyiv       | 0–3      | 0–3        |
| Páfosz            | 2–1                          | Makkabi Tel Aviv  | 1–1      | 1–0        |
| Lincoln Red Imps  | 1–6                          | Crvena zvezda     | 0–1      | 1–5        |
| Noah              | 4–6                          | Ferencváros       | 1–2      | 3–4        |
| Lech Poznań       | 8–1                          | Breiðablik        | 7–1      | 1–0        |
| Copenhagen        | 3–0                          | Drita             | 2–0      | 1–0        |
| Rijeka            | 1–3                          | Ludogorec Razgrad | 0–0      | 1–3 (h.u.) |
| Shkëndija         | 3–1                          | FCSB              | 1–0      | 2–1        |
| Slovan Bratislava | 6–2                          | Zrinjski Mostar   | 4–0      | 2–2        |
| Shelbourne        | 0–4                          | Qarabağ           | 0–3      | 0–1        |
| KuPS              | 2–3                          | Kairat            | 2–0      | 0–3        |
| Főág              |                              |                   |          |            |
| Brann             | 2–5                          | Red Bull Salzburg | 1–4      | 1–1        |
| Viktoria Plzeň    | 3–2                          | Servette          | 0–1      | 3–1        |
| Rangers           | 3–1                          | Panathinaikósz    | 2–0      | 1–1        |

### A bajnoki ág mérkőzései
| 2025. július 22. 19:00 (20:00 UTC+3) |

| RFS         | 1–4               | Malmö FF                                                          |
| ----------- | ----------------- | ----------------------------------------------------------------- |
| Lemajić 40' | (1–2) Jegyzőkönyv | Rosengren 13' Jansson 35' Hakšabanović 58' Johnsen 88' (11-esből) |

| LNK Sporta Parks, Riga Nézőszám: 1 674 Játékvezető: Miloš Milanović (szerb) |

| 2025. július 30. 19:00 |

| Malmö FF         | 1 – 0               | RFS |
| ---------------- | ------------------- | --- |
| Hakšabanović 25' | (1 – 0) Jegyzőkönyv |     |

| Eleda Stadion, Malmö Nézőszám: 14 225 Játékvezető: Joey Kooij (holland) |

| 2025. július 22. 19:00 |

| Ħamrun Spartans | 0–3               | Dynamo Kyiv                            |
| --------------- | ----------------- | -------------------------------------- |
|                 | (0–1) Jegyzőkönyv | Vanat 13' Buyalskyi 76' Voloshyn 90+2' |

| Centenary Stadion, Ta’ Qali Nézőszám: 1 760 Játékvezető: Cesar Soto Grado (spanyol) |

| 2025. július 29. 20:00 |

| Dynamo Kyiv                        | 3–0               | Ħamrun Spartans |
| ---------------------------------- | ----------------- | --------------- |
| Vanat 28' Brazhko 35' Mykhavko 82' | (2–0) Jegyzőkönyv |                 |

| Arena Lublin, Lublin Nézőszám: 2 035 Játékvezető: Jakob Sundberg (dán) |

| 2025. július 22. 19:00 (20:00 UTC+3) |

| Páfosz          | 1–1               | Makkabi Tel Aviv |
| --------------- | ----------------- | ---------------- |
| Bassouamina 81' | (0–0) Jegyzőkönyv | Madmon 90+10'    |

| Alphamega Stadion, Limassol Nézőszám: 4 557 Játékvezető: Mykola Balakin (ukrán) |

| 2025. július 30. 20:00 |

| Makkabi Tel Aviv | 0–1               | Páfosz   |
| ---------------- | ----------------- | -------- |
|                  | (0–1) Jegyzőkönyv | Jajá 40' |

| TSC Aréna, Topolya Nézőszám: 421 Játékvezető: Radu Petrescu (román) |

| 2025. július 22. 18:00 |

| Lincoln Red Imps | 0–1               | Crvena zvezda    |
| ---------------- | ----------------- | ---------------- |
|                  | (0–1) Jegyzőkönyv | Bruno Duarte 30' |

| Europa Sports Park, Gibraltár Nézőszám: 622 Játékvezető: Damian Kos (lengyel) |

| 2025. július 29. 21:00 |

| Crvena zvezda                                              | 5–1               | Lincoln Red Imps |
| ---------------------------------------------------------- | ----------------- | ---------------- |
| Katai 8' Ivanić 16' Bruno Duarte 37' Milson 44' Ndiaye 75' | (4–0) Jegyzőkönyv | De Barr 53'      |

| Red Star Stadion, Belgrád Nézőszám: 31 241 Játékvezető: António Nobre (portugál) |

| 2025. július 22. 18:00 (20:00 UTC+4) |

| Noah                   | 1–2               | Ferencváros           |
| ---------------------- | ----------------- | --------------------- |
| Gartenmann 35' (öngól) | (1–1) Jegyzőkönyv | O'Dowda 45' Varga 49' |

| Abovyan City Stadion, Abovyan Nézőszám: 2 800 Játékvezető: Ricardo de Burgos (spanyol) |

| 2025. július 30. 20:00 |

| Ferencváros                                               | 4–3               | Noah                           |
| --------------------------------------------------------- | ----------------- | ------------------------------ |
| Pešić 1' Joseph 12' Zachariassen 52' (11-esből) Varga 74' | (2–2) Jegyzőkönyv | Ferreira 7' Aiás 22' Grgić 71' |

| Groupama Aréna, Budapest Nézőszám: 17 039 Játékvezető: Robert Jones (angol) |

| 2025. július 22. 20:30 |

| Lech Poznań                                                                                              | 7–1               | Breiðablik                  |
| --- | ----------------- | --------------------------- |
| Milić 4' Ishak 37' (11-esből), 45+3' (11-esből), 86' (11-esből) Pereira 42' Bengtsson 45+6' Jagiełło 77' | (5–1) Jegyzőkönyv | Gunnlaugsson 28' (11-esből) |

| Poznań Stadion, Poznań Nézőszám: 24 859 Játékvezető: Jasper Vergoote (belga) |

| 2025. július 30. 20:30 (18:30 UTC+0) |

| Breiðablik | 0–1               | Lech Poznań |
| ---------- | ----------------- | ----------- |
|            | (0–1) Jegyzőkönyv | Ishak 29'   |

| Kópavogsvöllur, Kópavogur Nézőszám: 1 471 Játékvezető: Adam Ladebäck (svéd) |

| 2025. július 22. 19:00 |

| Copenhagen                              | 2–0               | Drita |
| --------------------------------------- | ----------------- | ----- |
| Mattsson 69' (11-esből), 76' (11-esből) | (0–0) Jegyzőkönyv |       |

| Parken Stadion, Koppenhága Nézőszám: 17 897 Játékvezető: Martin Matoša (szlovén) |

| 2025. július 29. 20:00 |

| Drita | 0–1               | Copenhagen    |
| ----- | ----------------- | ------------- |
|       | (0–1) Jegyzőkönyv | Cornelius 42' |

| Fadil Vokrri Stadion, Pristina Nézőszám: 7 255 Játékvezető: Miguel Nogueira (portugál) |

| 2025. július 22. 20:45 |

| Rijeka | 0–0         | Ludogorec Razgrad |
| ------ | ----------- | ----------------- |
|        | Jegyzőkönyv |                   |

| Stadion Rujevica, Fiume Nézőszám: 7 731 Játékvezető: Elchin Masiyev (azeri) |

| 2025. július 30. 19:30 (20:30 UTC+3) |

| Ludogorec Razgrad                                  | 3–1 (h. u.)       | Rijeka    |
| -------------------------------------------------- | ----------------- | --------- |
| Piotrowski 19' (11-esből) Chochev 107' Ivanov 117' | (1–0) Jegyzőkönyv | Gojak 71' |

| Huvepharma Arena, Razgrad Nézőszám: 6 382 Játékvezető: John Beaton (skót) |

| 2025. július 22. 20:00 |

| Shkëndija    | 1–0               | FCSB |
| ------------ | ----------------- | ---- |
| Alhassan 65' | (0–0) Jegyzőkönyv |      |

| Toše Proeski Arena, Szkopje Nézőszám: 4 438 Játékvezető: Nathan Verboomen (belga) |

| 2025. július 30. 19:30 (20:30 UTC+3) |

| FCSB        | 1–2               | Shkëndija                |
| ----------- | ----------------- | ------------------------ |
| Cisotti 28' | (1–1) Jegyzőkönyv | Latifi 33' Krstevski 87' |

| Steaua Stadium, Bukarest Nézőszám: 32 457 Játékvezető: Oleksii Derevinskyi (ukrán) |

| 2025. július 22. 20:15 |

| Slovan Bratislava                                      | 4–0               | Zrinjski Mostar |
| ------------------------------------------------------ | ----------------- | --------------- |
| Barseghyan 39' Strelec 42' Tolić 62' Kukharevych 90+3' | (2–0) Jegyzőkönyv |                 |

| Tehelné pole, Pozsony Nézőszám: 18 257 Játékvezető: Jérémie Pignard (francia) |

| 2025. július 29. 21:00 |

| Zrinjski Mostar                    | 2–2               | Slovan Bratislava |
| ---------------------------------- | ----------------- | ----------------- |
| Bilbija 72' (11-esből) Pranjić 76' | (0–0) Jegyzőkönyv | Strelec 80', 87'  |

| Stadion pod Bijelim Brijegom, Mostar Nézőszám: 4 100 Játékvezető: Arda Kardeşler (török) |

| 2025. július 23. 20:45 (19:45 UTC+1) |

| Shelbourne | 0–3               | Qarabağ                                 |
| ---------- | ----------------- | --------------------------------------- |
|            | (0–1) Jegyzőkönyv | Andrade 12' Kashchuk 81' Akhundzade 85' |

| Tolka Park, Dublin Nézőszám: 3 650 Játékvezető: Ante Čulina (horvát) |

| 2025. július 30. 18:00 (20:00 UTC+4) |

| Qarabağ            | 1–0               | Shelbourne |
| ------------------ | ----------------- | ---------- |
| Martin 44' (öngól) | (1–0) Jegyzőkönyv |            |

| Tofik Bahramov Stadion, Baku Nézőszám: 25 573 Játékvezető: Andrea Colombo (olasz) |

| 2025. július 22. 17:00 (18:00 UTC+3) |

| KuPS                  | 2–0               | Kairat |
| --------------------- | ----------------- | ------ |
| Toure 49' Oksanen 71' | (0–0) Jegyzőkönyv |        |

| Kuopio Football Stadion, Kuopio Nézőszám: 2 912 Játékvezető: Alejandro Muñiz Ruiz (spanyol) |

| 2025. július 29. 17:00 (20:00 UTC+5) |

| Kairat                               | 3–0               | KuPS |
| ------------------------------------ | ----------------- | ---- |
| Satpayev 9' Jorginho 29' Gromyko 43' | (3–0) Jegyzőkönyv |      |

| Almaty Central Stadion, Almati Nézőszám: 22 800 Játékvezető: Radoslav Gidzhenov (bolgár) |

### A nem bajnoki ág mérkőzései
| 2025. július 23. 19:00 |

| Brann         | 1–4               | Red Bull Salzburg                                             |
| ------------- | ----------------- | ------------------------------------------------------------- |
| Magnússon 20' | (1–0) Jegyzőkönyv | Nene 58' Onisiwo 61' Vertessen 87' Kjærgaard 90+2' (11-esből) |

| Brann Stadion, Bergen Nézőszám: 14 587 Játékvezető: Damian Sylwestrzak (lengyel) |

| 2025. július 30. 20:45 |

| Red Bull Salzburg | 1–1               | Brann      |
| ----------------- | ----------------- | ---------- |
| Kjærgaard 6'      | (1–1) Jegyzőkönyv | Kornvig 3' |

| Red Bull Arena, Salzburg Nézőszám: 11 949 Játékvezető: Rade Obrenović (szlovén) |

| 2025. július 22. 19:00 |

| Viktoria Plzeň | 0–1               | Servette |
| -------------- | ----------------- | -------- |
|                | (0–1) Jegyzőkönyv | Mráz 13' |

| Doosan Arena, Plzeň Nézőszám: 11 055 Játékvezető: Nikola Dabanović (montenegrói) |

| 2025. július 30. 21:00 |

| Servette   | 1–3               | Viktoria Plzeň                                |
| ---------- | ----------------- | --------------------------------------------- |
| Antunes 4' | (1–2) Jegyzőkönyv | Spáčil 28' Vydra 31' Durosinmi 87' (11-esből) |

| Stade de Genève, Genf Nézőszám: 11 716 Játékvezető: Alejandro Muñiz Ruiz (spanyol) |

| 2025. július 22. 20:45 (19:45 UTC+1) |

| Rangers                | 2–0               | Panathinaikósz |
| ---------------------- | ----------------- | -------------- |
| Curtis 52' Gassama 78' | (0–0) Jegyzőkönyv |                |

| Ibrox Stadium, Glasgow Nézőszám: 49 548 Játékvezető: Donatas Rumšas (litván) |

| 2025. július 30. 20:00 (21:00 UTC+3) |

| Panathinaikósz | 1–1               | Rangers     |
| -------------- | ----------------- | ----------- |
| Đuričić 54'    | (0–0) Jegyzőkönyv | Gassama 60' |

| Olimpiai Stadion, Athén Nézőszám: 36 121 Játékvezető: Simone Sozza (olasz) |

## 3. selejtezőkör
A harmadik selejtezőkör sorsolását 2025. július 21-én tartják.
Összesen 20 csapat játszik a harmadik selejtezőkörben. A csapatok kiemelése a 2025-ös UEFA klubegyütthatóik alapján történik. A sorsolás előtt az UEFA a Klubversenyek Bizottsága által meghatározott elvek alapján 3 csoportot alakított ki 3 kiemelt és 3 nem kiemelt csapatokból. Minden párharcban az elsőként kisorsolt csapat lesz a hazai csapat az első mérkőzésen.
| Csoport 1                                        | Csoport 1                         | Csoport 2                        | Csoport 2                                     |
| Kiemelt                                          | Nem kiemelt                       | Kiemelt                          | Nem kiemelt                                   |
| ------------------------------------------------ | --------------------------------- | -------------------------------- | --------------------------------------------- |
| * Copenhagen - Crvena zvezda - Slovan Bratislava | * Lech Poznań - Malmö FF - Kairat | * Ferencváros - Páfosz - Qarabağ | * Ludogorec Razgrad - Dynamo Kyiv - Shkëndija |

| Kiemelt                                       | Nem kiemelt                                              |
| --------------------------------------------- | -------------------------------------------------------- |
| * Benfica - Club Brugge - Rangers - Feyenoord | * Red Bull Salzburg - Fenerbahçe - Viktoria Plzeň - Nice |

### Párosítások
Az első mérkőzéseket augusztus 5-én és 6-án, a visszavágókat pedig augusztus 12-én és 13-án játsszák. 
A párharcok győztesei jutnak be a rájátszásba. A vesztesek az Európa-liga rájátszásába jutnak.
| 1. csapat         | Össz.Tooltip Aggregate score | 2. csapat         | 1. mérk. | 2. mérk.   |
| ----------------- | ---------------------------- | ----------------- | -------- | ---------- |
| Bajnoki ág        |                              |                   |          |            |
| Malmö FF          | 0–5                          | Copenhagen        | 0–0      | 0–5        |
| Kairat            | 1–1 (t. 4–3)                 | Slovan Bratislava | 1–0      | 0–1 (h.u.) |
| Lech Poznań       | 2–4                          | Crvena zvezda     | 1–3      | 1–1        |
| Ludogorec Razgrad | 0–3                          | Ferencváros       | 0–0      | 0–3        |
| Dynamo Kyiv       | 0–3                          | Páfosz            | 0–1      | 0–2        |
| Shkëndija         | 1–6                          | Qarabağ           | 0–1      | 1–5        |
| Főág              |                              |                   |          |            |
| Red Bull Salzburg | 2–4                          | Club Brugge       | 0–1      | 2–3        |
| Rangers           | 4–2                          | Viktoria Plzeň    | 3–0      | 1–2        |
| Nice              | 0–4                          | Benfica           | 0–2      | 0–2        |
| Feyenoord         | 4–6                          | Fenerbahçe        | 2–1      | 2–5        |

### A bajnoki ág mérkőzései
| 2025. augusztus 5. 19:00 |

| Malmö FF | 0–0         | Copenhagen |
| -------- | ----------- | ---------- |
|          | Jegyzőkönyv |            |

| Eleda Stadion, Malmö Nézőszám: 20 175 Játékvezető: João Pinheiroj (portugál) |

| 2025. augusztus 12. 19:00 |

| Copenhagen                                               | 5–0               | Malmö FF |
| -------------------------------------------------------- | ----------------- | -------- |
| Gueascas 31' Robert 43', 69' Elyounoussi 51' Mattson 67' | (2–0) Jegyzőkönyv |          |

| Parken Stadion, Koppenhága Nézőszám: 34 233 Játékvezető: José María Sánchez Martínez (spanyol) |

| 2025. augusztus 6. 17:00 (20:00 UTC+5) |

| Kairat                  | 1–0               | Slovan Bratislava |
| ----------------------- | ----------------- | ----------------- |
| Satpayev 90' (11-esből) | (0–0) Jegyzőkönyv |                   |

| Almaty Central Stadion, Almati Nézőszám: 22 800 Játékvezető: Serdar Gözübüyük (holland) |

| 2025. augusztus 12. 20:15 |

| Slovan Bratislava                             | 1–0 (h. u.)       | Kairat                                                   |
| --------------------------------------------- | ----------------- | -------------------------------------------------------- |
| Mak 30'                                       | (1–0) Jegyzőkönyv |                                                          |
| Büntetőpárbaj                                 |                   |                                                          |
| Tolić Pokorný Kukharevych Mustafić Barseghyan | 3–4               | Gromyko\|Gromyko Martynovich Ricardinho Sorokin Jorginho |

| Tehelné pole, Pozsony Nézőszám: 21 005 Játékvezető: Benoît Bastien (francia) |

| 2025. augusztus 6. 20:30 |

| Lech Poznań | 1–3               | Crvena zvezda             |
| ----------- | ----------------- | ------------------------- |
| Ishak 34'   | (1–1) Jegyzőkönyv | Krunić 9', 51' Duarte 73' |

| Poznań Stadion, Poznań Nézőszám: 39 743 Játékvezető: Tobias Stieler (német) |

| 2025. augusztus 12. 21:00 |

| Crvena zvezda           | 1–1               | Lech Poznań |
| ----------------------- | ----------------- | ----------- |
| Ndiaye 45+1' (11-esből) | (1–0) Jegyzőkönyv | Ishak 90+3' |

| Red Star Stadion, Belgrád Nézőszám: 45 371 Játékvezető: François Letexier (francia) |

| 2025. augusztus 6. 19:30 (20:30 UTC+3) |

| Ludogorec Razgrad | 0–0         | Ferencváros |
| ----------------- | ----------- | ----------- |
|                   | Jegyzőkönyv |             |

| Huvepharma Arena, Razgrad Nézőszám: 6 746 Játékvezető: Espen Eskås (norvég) |

| 2025. augusztus 12. 20:15 |

| Ferencváros               | 3–0               | Ludogorec Razgrad |
| ------------------------- | ----------------- | ----------------- |
| Varga 31', 79' Szalai 86' | (1–0) Jegyzőkönyv |                   |

| Groupama Aréna, Budapest Nézőszám: 19 111 Játékvezető: Alejandro Hernández Hernández (spanyol) |

| 2025. augusztus 5. 20:00 |

| Dynamo Kyiv | 0–1               | Páfosz       |
| ----------- | ----------------- | ------------ |
|             | (0–0) Jegyzőkönyv | Anderson 84' |

| Arena Lublin, Lublin Nézőszám: 2 020 Játékvezető: Sandro Schärer (svájci) |

| 2025. augusztus 12. 19:00 (20:00 UTC+3) |

| Páfosz               | 2–0               | Dynamo Kyiv |
| -------------------- | ----------------- | ----------- |
| Oršić 2' Correia 55' | (1–0) Jegyzőkönyv |             |

| Alphamega Stadion, Limassol Nézőszám: 7 601 Játékvezető: Davide Massa (olasz) |

| 2025. augusztus 5. 20:00 |

| Shkëndija | 0–1               | Qarabağ                 |
| --------- | ----------------- | ----------------------- |
|           | (0–1) Jegyzőkönyv | Bayramov 18' (11-esből) |

| Toše Proeski Arena, Szkopje Nézőszám: 15 930 Játékvezető: Ivan Kružliak (szlovák) |

| 2025. augusztus 12. 18:00 (20:00 UTC+4) |

| Qarabağ                                                                      | 5–1               | Shkëndija |
| ---------------------------------------------------------------------------- | ----------------- | --------- |
| Cake 16' (öngól) Kady 18' Akhundzade 33' Janković 35' (11-esből) Andrade 59' | (4–1) Jegyzőkönyv | Tamba 10' |

| Tofik Bahramov Stadion, Baku Nézőszám: 30 252 Játékvezető: Danny Makkelieo (holland) |

### A nem bajnoki ág mérkőzései
| 2025. augusztus 6. 19:00 |

| Red Bull Salzburg | 0–1               | Club Brugge |
| ----------------- | ----------------- | ----------- |
|                   | (0–0) Jegyzőkönyv | Vermant 75' |

| Red Bull Arena, Salzburg Nézőszám: 12 782 Játékvezető: Srđan Jovanović (szerb) |

| 2025. augusztus 12. 19:30 |

| Club Brugge                      | 3–2               | Red Bull Salzburg        |
| -------------------------------- | ----------------- | ------------------------ |
| Seys 61' Forbs 83' Vanaken 90+4' | (0–2) Jegyzőkönyv | Rasmussen 18' Baidoo 43' |

| Jan Breydel Stadion, Brugge Nézőszám: 23 736 Játékvezető: Irfan Peljto (bosnyák) |

| 2025. augusztus 5. 20:45 (19:45 UTC+1) |

| Rangers                                 | 3–0               | Viktoria Plzeň |
| --------------------------------------- | ----------------- | -------------- |
| Gassama 15', 51' Dessers 45' (11-esből) | (2–0) Jegyzőkönyv |                |

| Ibrox Stadium, Glasgow Nézőszám: 45 730 Játékvezető: Clément Turpin (francia) |

| 2025. augusztus 12. 19:00 |

| Viktoria Plzeň             | 2–1               | Rangers     |
| -------------------------- | ----------------- | ----------- |
| Durosinmi 41' Marković 83' | (1–0) Jegyzőkönyv | Cameron 61' |

| Doosan Arena, Plzeň Nézőszám: 11 341 Játékvezető: Szymon Marciniak (lengyel) |

| 2025. augusztus 6. 21:00 |

| Nice | 0–2               | Benfica               |
| ---- | ----------------- | --------------------- |
|      | (0–0) Jegyzőkönyv | Ivanović 53' Luís 88' |

| Allianz Riviera, Nizza Nézőszám: 26 443 Játékvezető: Michael Oliver (angol) |

| 2025. augusztus 12. 21:00 (20:00 UTC+1) |

| Benfica                     | 2–0               | Nice |
| --------------------------- | ----------------- | ---- |
| Aursnes 19' Schjelderup 27' | (2–0) Jegyzőkönyv |      |

| Estádio da Luz, Lisszabon Nézőszám: 64 511 Játékvezető: Marco Guida (olasz) |

| 2025. augusztus 6. 21:00 |

| Feyenoord                    | 2–1               | Fenerbahçe  |
| ---------------------------- | ----------------- | ----------- |
| Timber 19' Hadj Moussa 90+1' | (1–0) Jegyzőkönyv | Amrabat 81' |

| De Kuip, Rotterdam Nézőszám: 42 180 Játékvezető: Glenn Nyberg (svéd) |

| 2025. augusztus 12. 19:00 (20:00 UTC+3) |

| Fenerbahçe                                                  | 5–2               | Feyenoord         |
| ----------------------------------------------------------- | ----------------- | ----------------- |
| Brown 44' Durán 45+2' Fred 55' el-Neszjrí 83' Talisca 90+6' | (2–1) Jegyzőkönyv | Vatanabe 41', 89' |

| Şükrü Saracoğlu Stadium, Isztambul Nézőszám: 39 497 Játékvezető: Kovács István (román) |

## Rájátszás
A rájátszási kör sorsolását 2025. augusztus 4-én tartják.
Összesen 14 csapat játszik majd a rájátszásban. A csapatok kiemelése a 2025-ös UEFA klubegyütthatóik alapján történik. A sorsolás előtt az UEFA a Klubversenyek Bizottsága által meghatározott elvek alapján csoportokat alakíthat ki a kiemelt és nem kiemelt csapatokból. Minden párharcban az elsőként kisorsolt csapat lesz a hazai csapat az első mérkőzésen.
| Kiemelt                                                          | Nem kiemelt                                      |
| ---------------------------------------------------------------- | ------------------------------------------------ |
| * Bodø/Glimt - Copenhagen - Crvena zvezda - Ferencváros - Celtic | * Kairat - Basel - Qarabağ - Páfosz - Sturm Graz |

| Kiemelt                 | Nem kiemelt            |
| ----------------------- | ---------------------- |
| * Benfica - Club Brugge | * Fenerbahçe - Rangers |

Az első mérkőzéseket augusztus 19-én és 20-án, a visszavágókat pedig augusztus 26-án és 27-én játsszák. 
A párharcok győztesei jutnak a főtáblára. A vesztesek az Európa-liga főtáblájára jutnak.
| 1. csapat     | Össz.Tooltip Aggregate score | 2. csapat   | 1. mérk.      | 2. mérk.      |
| ------------- | ---------------------------- | ----------- | ------------- | ------------- |
| Bajnoki ág    |                              |             |               |               |
| Ferencváros   | Meccs 1                      | Qarabağ     | augusztus 19. | augusztus 27. |
| Crvena zvezda | Meccs 2                      | Páfosz      | augusztus 19. | augusztus 26. |
| Bodø/Glimt    | Meccs 3                      | Sturm Graz  | augusztus 20. | augusztus 26. |
| Celtic        | Meccs 4                      | Kairat      | augusztus 20. | augusztus 26. |
| Basel         | Meccs 5                      | København   | augusztus 20. | augusztus 27. |
| Főág          |                              |             |               |               |
| Fenerbahçe    | Meccs 1                      | Benfica     | augusztus 20. | augusztus 27. |
| Rangers       | Meccs 2                      | Club Brugge | augusztus 19. | augusztus 27. |

### A bajnoki ág mérkőzései
| 2025. augusztus 19. 21:00 |

| Ferencváros | v           | Qarabağ |
| ----------- | ----------- | ------- |
|             | Jegyzőkönyv |         |

| Groupama Aréna, Budapest |

| 2025. augusztus 27. 18:45 (20:45 UTC+4) |

| Qarabağ | v           | Ferencváros |
| ------- | ----------- | ----------- |
|         | Jegyzőkönyv |             |

| Tofik Bahramov Stadion, Baku |

| 2025. augusztus 19. 21:00 |

| Crvena zvezda | v           | Lech Poznań |
| ------------- | ----------- | ----------- |
|               | Jegyzőkönyv |             |

| Red Star Stadion, Belgrád |

| 2025. augusztus 26. 21:00 (22:00 UTC+3) |

| Páfosz | v           | Dynamo Kyiv |
| ------ | ----------- | ----------- |
|        | Jegyzőkönyv |             |

| Alphamega Stadion, Limassol |

| 2025. augusztus 20. 21:00 |

| Bodø/Glimt | v           | Sturm Graz |
| ---------- | ----------- | ---------- |
|            | Jegyzőkönyv |            |

| Aspmyra Stadion, Bodø |

| 2025. augusztus 26. 21:00 |

| Sturm Graz | v           | Bodø/Glimt |
| ---------- | ----------- | ---------- |
|            | Jegyzőkönyv |            |

| Liebenauer Stadion, Graz |

| 2025. augusztus 20. 21:00 (20:00 UTC+1) |

| Celtic FC | v           | Kairat |
| --------- | ----------- | ------ |
|           | Jegyzőkönyv |        |

| Celtic Park, Glasgow |

| 2025. augusztus 26. 18:45 (21:45 UTC+5) |

| Kairat | v           | Celtic |
| ------ | ----------- | ------ |
|        | Jegyzőkönyv |        |

| Almaty Central Stadion, Almati |

| 2025. augusztus 20. 21:00 |

| Basel | v           | Copenhagen |
| ----- | ----------- | ---------- |
|       | Jegyzőkönyv |            |

| St. Jakob-Park, Bázel |

| 2025. augusztus 27. 21:00 |

| Copenhagen | v           | Basel |
| ---------- | ----------- | ----- |
|            | Jegyzőkönyv |       |

| Parken Stadion, Koppenhága |

### A nem bajnoki ág mérkőzései
| 2025. augusztus 20. 21:00 (22:00 UTC+3) |

| Fenerbahçe | v           | Benfica |
| ---------- | ----------- | ------- |
|            | Jegyzőkönyv |         |

| Şükrü Saracoğlu Stadium, Isztambul |

| 2025. augusztus 27. 21:00 (20:00 UTC+1) |

| Benfica | v           | Fenerbahçe |
| ------- | ----------- | ---------- |
|         | Jegyzőkönyv |            |

| Estádio da Luz, Lisszabon |

| 2025. augusztus 19. 21:00 (20:00 UTC+1) |

| Rangers | v           | Viktoria Plzeň |
| ------- | ----------- | -------------- |
|         | Jegyzőkönyv |                |

| Ibrox Stadium, Glasgow |

| 2025. augusztus 27. 21:00 |

| Club Brugge | v           | Rangers |
| ----------- | ----------- | ------- |
|             | Jegyzőkönyv |         |

| Jan Breydel Stadion, Brugge |

## Fordítás
Ez a szócikk részben vagy egészben  a(z)   2025–26 UEFA Champions League qualifying című angol Wikipédia-szócikk ezen változatának fordításán alapul.  Az eredeti cikk szerkesztőit annak laptörténete sorolja fel. Ez a jelzés csupán a megfogalmazás eredetét és a szerzői jogokat jelzi, nem szolgál a cikkben szereplő információk forrásmegjelöléseként.